# Den siste gudfadern
Den siste gudfadern är en amerikansk miniserie från 1997. Regisserad av Graeme Clifford och baserad på romanen "The Last Don" av Mario Puzo. 
Handlingen följer med en Italiensk gangsterfamilj med Don Domenico Clericuzio i spetsen mellan åren 1964 och 1985. Serien har stora likheter med Gudfadern.
1998 kom även en uppföljare Den siste gudfadern 2.